# Uścizierze
Uścizierze (biał. Вусцізер’е, Wuscizierje; ros. Устизерье, Ustizierje; pol. hist. także Uścjezierie) – chutor na Białorusi, w obwodzie grodzieńskim, w rejonie ostrowieckim, w sielsowiecie Gierwiaty, nad Wilią.

## Historia
W dwudziestoleciu międzywojennym folwark leżący w Polsce, w województwie wileńskim, w powiecie wileńsko-trockim, w gminie Michaliszki/Gierwiaty.
Po II wojnie światowej w granicach Związku Sowieckiego. Od 1991 w niepodległej Białorusi.